# Massachusetts Bay Transportation Authority

Logo van de MBTA of the T.

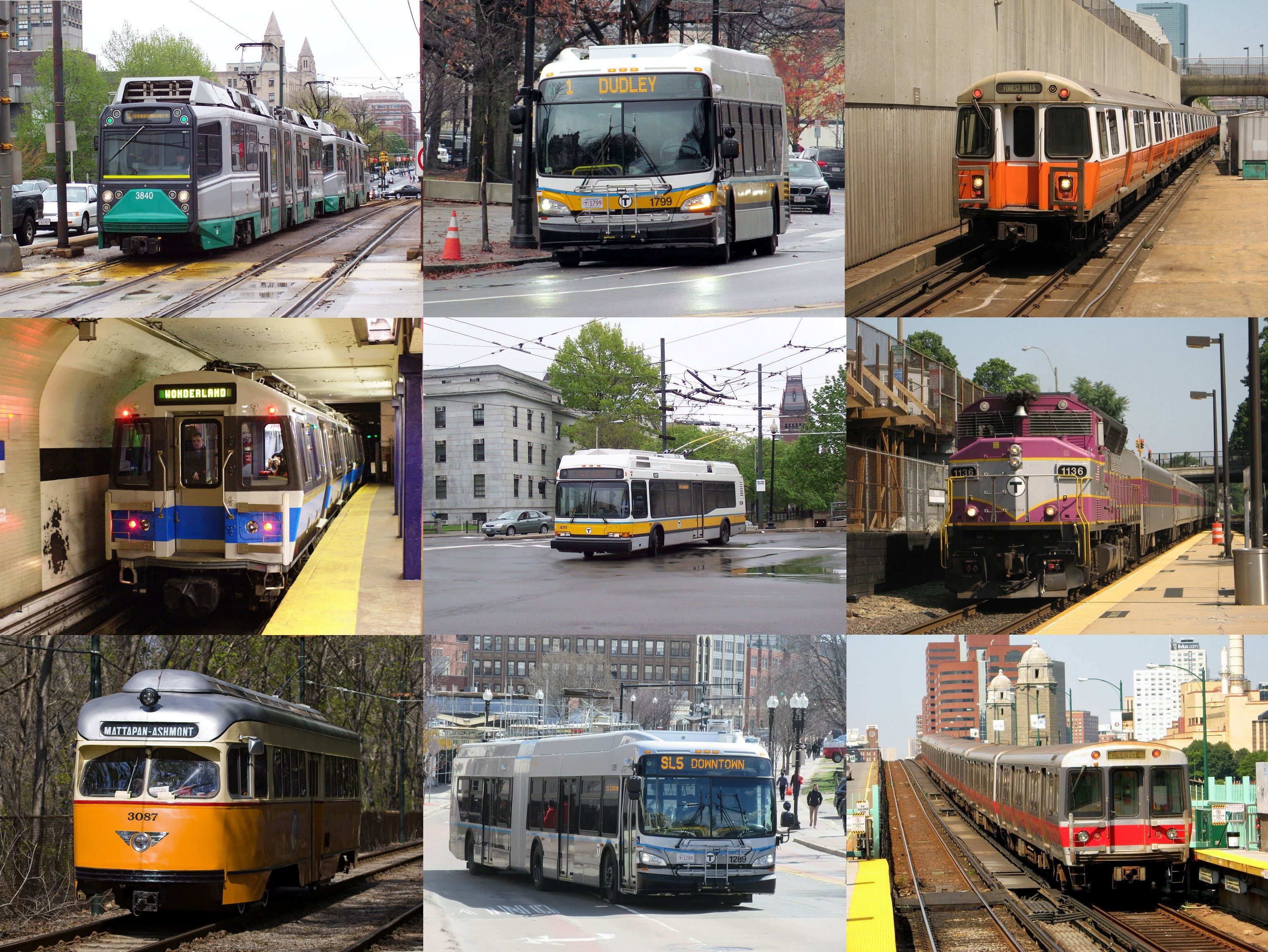
Verschillende vervoersmiddelen (over land) van de MBTA.

De Massachusetts Bay Transportation Authority (MBTA), vaak the T genoemd, is een groot Amerikaans openbaarvervoerbedrijf. Het baat het merendeel van de lijnbussen, veerboten, metrolijnen en voorstadspoorwegen in de agglomeratie van Boston (Massachusetts) uit. Het overheidsbedrijf werd in 1964 opgericht als opvolger van de Metropolitan Transit Authority (MTA).
In 2008 vervoerde MBTA gemiddeld 1,3 miljoen passagiers per weekdag. De metro - met drie zogenaamde heavy rail-lijnen - vervoerde het grootste aantal passagiers, en is daarmee het op drie na grootste metrosysteem van de VS. Twee andere spoorlijnen - die onder de noemer light rail vallen - vormen samen het drukste lightrail-netwerk in het land. Het busnetwerk telt meer dan 150 lijnen en staat garant voor een kwart van alle ritjes. Er zijn 12 voorstadspoorlijnen, die bijna het hele oosten van Massachusetts bestrijken, en waarvan er een zelfs tot in Rhode Island gaat. De MBTA is een van de twee Amerikaanse openbaarvervoerbedrijven die de vijf grote types van openbaar vervoer over land aanbieden: voorstadspoorwegen, metro, lightrail, trams en autobussen. Het andere is de Southeastern Pennsylvania Transportation Authority (SEPTA).
De MBTA is de grootste verbruiker van elektriciteit in de staat Massachusetts. Na het Department of Conservation and Recreation is de MBTA bovendien de grootste landeigenaar van de staat.

## Metro en lightrail
Het uitgebreide metronet beschikt over drie zogenaamde zware lijnen of echte metrolijnen (de rode, oranje en blauwe) en twee lightrail-lijnen (de groene en de Ashmont–Mattapan High Speed Line, aangeduid als een tak van de rode lijn). De lijnen kruisen allemaal in het centrum van Boston, waar verschillende grote metrostations zijn. In Boston is het gebruikelijk om elk van deze lijnen te benoemen als the subway, ongeacht of ze metro zijn of niet.